# ポケモンチャンネル 〜ピカチュウといっしょ!〜
『ポケモンチャンネル 〜ピカチュウといっしょ!〜』は、2003年7月18日に株式会社ポケモンより発売されたニンテンドー ゲームキューブ用コミュニケーションゲーム。

## 概要
オーキド博士が製作している、ポケモンとトレーナーが共に楽しめるテレビ番組「ポケモンチャンネル」。プレイヤーと、テレビの宅配に来たコイルを追いかけてきたテレビに興味津々の野生のピカチュウは、共にこの番組を発展させるために視聴者モニターとなった。
ゲームが進んでいくと、ピカチュウは成長して、プレイヤーが愛称をつけることができる。ゲーム内の時間はゲームキューブの内蔵時計を利用し、現実の時間とリンクするようになっていて、日数が進むことなどで、視聴できる番組が増加していく。番組の中にはアニメ版の新作エピソードである『ぼくたちピチューブラザーズ 〜パーティはおおさわぎ!のまき〜』（劇場版『ピチューとピカチュウ』のスピンオフ作品）も含まれている。
「番組を視聴する」以外の明確な目的は与えられない。様々な場所に出かけてポケモン達とコミュニケーションしたり、通信販売でカードやぬいぐるみ、ゲームソフト（ポケモンミニ）をコレクションするなど、ピカチュウとの生活を楽しむことがゲームの中心となる。

## 登場人物
主人公 / ミキ
本作の主人公。母親と共に暮らしているポケモン好きの人物。このゲームは常に主人公の視点で展開されるため姿は現れず、性別も明示されない。
オーキド博士

ポケモン研究の権威。テレビ画面を通してではあるが姿の登場する唯一の人間。テレビ番組やピカチュウに関して、主人公に指示と助言を与える。

## 世界
本作はハツカタウンとその周辺を舞台としている。草原や山森といった自然が多く残る一方で、バスによる交通網が存在するのはポケモンシリーズの中でも特徴的である。なお、一部の地域は『ピカチュウげんきでちゅう』と共通している。
モエギそうげん
主人公の家のすぐ外に広がる大草原。穏やかな風が風車小屋を回している。
トキワのもり
主人公の家の北東にある森林。夜にはほしぞらキャンプじょうが開かれる。カントー地方に同名の森があるが地図を見る限り別の場所である。
スオウかいがん
主人公の家の東にある砂浜。ひみつのつりばでポケモン釣りを楽しむことができる。
ユキミやま
主人公の家の北にある山。一年中雪が降り積もっている。山頂にはしんじつのいせきと呼ばれる○×クイズの遺跡がある。

## オプション

### 拡張ディスク
本作に同梱されているゲームキューブ用の光ディスク。映画やゲームのプロモーションビデオや、2003年夏に実際に打ち上げられたポケモン花火の様子が収録された特典映像集である。単独でも視聴できるが、本編のデータが記録されたメモリーカードがあれば自分のピカチュウと一緒に観ることができる。

### カードe+
別売のカードeリーダーを接続して、同梱のカードから塗り絵の下絵やカラーパレットのデータを読み取ることができる。

### SDメモリーカード
別売のSDカードアダプタを接続して、SDメモリーカードに塗り絵の作品データを保存することができる。なおSDカードアダプタに対応したゲームキューブのソフトは本作と『どうぶつの森e+』のみである。

## 体験版
『ポケモンコロシアム』の予約特典、ポケモンコロシアム拡張ディスクに本作の体験版が収録されている。
基本は製品版と同じだが、外に出られない等の制約がある。
レポートしようとするとピカチュウがテレビに電気ショックをして体験版が終了する。
拡張ディスクについてはポケモンコロシアム#拡張ディスクを参照。

## 海外版との差異
ヨーロッパ版とオーストラリア版では、「ぼくたちピチューブラザーズ・パーティはおおさわぎ!のまき」をすべて解放後、ジラーチをポケットモンスター ルビー・サファイアにて受け取ることが可能となる。
また、ジラーチを受け取ることによって、きのみ問題も修復される。
きのみ問題についてはきのみが成長しない現象を参照。